# Poli Genova
Poli Genova (Bulgaars: Поли Генова) (Sofia, 10 februari 1987) is een Bulgaars zangeres.

## Biografie
Genova zingt sinds haar vierde levensjaar. In 2005 en 2006 nam ze deel aan de Bulgaarse voorronde voor het Eurovisiesongfestival als deel van de meidengroep Melody. Vervolgens studeerde ze af aan de Nationale Muziekschool in Sofia met het instrument klarinet.
In 2011 waagde ze opnieuw haar kans in de nationale voorronde voor het Eurovisiesongfestival. Ditmaal met succes: met het nummer Na inat won ze de preselectie, waardoor ze Bulgarije mocht vertegenwoordigen op het zesenvijftigste Eurovisiesongfestival in Düsseldorf, Duitsland. In de halve finale kreeg ze echter niet genoeg punten om zich te kwalificeren voor de finale.
Genova presenteerde het Junior Eurovisiesongfestival 2015, dat gehouden werd op 21 november 2015 in de Arena Armeec in Sofia, Bulgarije. Enkele maanden later werd ze door de Bulgaarse openbare omroep intern geselecteerd om deel te nemen aan het Eurovisiesongfestival 2016, ditmaal met het nummer If love was a crime. Het nummer werd vierde met 307 punten en deze deelname was de meest succesvolle van Bulgarije. Een jaar later werd dit resultaat door Kristian Kostov met een tweede plaats verbeterd.
In 2017 en in 2018 was ze te zien als coach in Glast na Balgaria, de Bulgaarse versie van The Voice.

## Discografie

### Singles
| Single met hitnotering(en) in de Vlaamse Ultratop 50 | Datum van verschijnen | Datum van binnenkomst | Hoogste positie | Aantal weken | Opmerkingen                          |
| ---------------------------------------------------- | --------------------- | --------------------- | --------------- | ------------ | ------------------------------------ |
| If love was a crime                                  | 2016                  | 21-05-2016            | tip32           | -            | Inzending Eurovisiesongfestival 2016 |

2005: Kaffe · 
2006: Mariana Popova · 
2007: Elitsa Todorova & Stojan Jankoelov · 
2008: Deep Zone & Balthazar · 
2009: Krassimir Avramov · 
2010: Miro · 
2011: Poli Genova · 
2012: Sofi Marinova · 
2013: Elitsa Todorova & Stojan Jankoelov · 
2016: Poli Genova · 
2017: Kristian Kostov · 
2018: Equinox · 
2021: Victoria · 
2022: Intelligent Music Project
- International Standard Name Identifier: 0000 0004 0749 7646
- MusicBrainz: cb587545-5da7-44c1-a7b4-3fc3fca2e5b9
- Virtual International Authority File: 327163706789729421546